# Vogüé
 (mars 2020).
Pour les articles homonymes, voir Vogüé (homonymie).
Vogüé est une commune française, située dans le département de l'Ardèche en région Auvergne-Rhône-Alpes. Ses habitants sont appelés les Voguéens.

## Géographie

### Localisation
Vogüé est un village touristique situé au bord de l'Ardèche, au sein de la communauté de communes des Gorges de l'Ardèche.
Le village est classé parmi les plus beaux villages de France.

### Géologie et relief
- L’Ardèche calcaire : les défilés de la moyenne vallée de l’Ardèche (Voguë, Balazuc, Ruoms)[3].
- Le plateau des Gras.

### Sismicité
La commune est classée en zone de sismicité à aléa modéré,.

### Climat
Pour des articles plus généraux, voir Climat d'Auvergne-Rhône-Alpes et Climat de l'Ardèche.
En 2010, le climat de la commune est de type climat méditerranéen franc, selon une étude du CNRS s'appuyant sur une série de données couvrant la période 1971-2000. En 2020, Météo-France publie une typologie des climats de la France métropolitaine dans laquelle la commune est exposée à un climat de montagne ou de marges de montagne et est dans la région climatique  Provence, Languedoc-Roussillon, caractérisée par une pluviométrie faible en été, un très bon ensoleillement (2 600 h/an), un été chaud (21,5 °C), un air très sec en été, sec en toutes saisons, des vents forts (fréquence de 40 à 50 % de vents > 5 m/s) et peu de brouillards. 
Pour la période 1971-2000, la température annuelle moyenne est de 12,8 °C, avec une amplitude thermique annuelle de 17,4 °C. Le cumul annuel moyen de précipitations est de 1 005 mm, avec 7 jours de précipitations en janvier et 4,3 jours en juillet. Pour la période 1991-2020, la température moyenne annuelle observée sur la station météorologique de Météo-France la plus proche, « Lanas Syn », sur la commune de Lanas à 2 km à vol d'oiseau, est de 13,7 °C et le cumul annuel moyen de précipitations est de 1 066,6 mm,. Pour l'avenir, les paramètres climatiques de la commune estimés pour 2050 selon différents scénarios d'émission de gaz à effet de serre sont consultables sur un site dédié publié par Météo-France en novembre 2022.

### Hydrographie et les eaux souterraines
Son château et ses jardins en terrasses surplombent la rivière de l'Ardèche.
Cours d'eau sur la commune ou à son aval, :
- Ardèche (rivière),
- Auzon (rivière de l'Ardèche),
- ruisseaux l'Auzon, la Ribeyrasse, de Fontenouille, de Chamaroux.

La crue du 22 septembre 1890 a été la plus dévastatrice de toutes,.

### Voies de communications et transports

#### Transports en commun
Vogüé était, jusqu'en 1982, un important nœud ferroviaire au croisement de la ligne PLM puis SNCF du Teil jusqu'à Lalevade-d'Ardèche et Robiac-Rochessadoule (voir Étoile ferroviaire ardèchoise). Un nouveau quartier avait même été aménagé autour de la gare (Vogüé-Gare). L'ancienne gare, toujours visible, est devenue une école intercommunale. Le train touristique le « Picasso » est arrêté en 2012.

#### Voie verte Via Ardèche
Le grand Viaduc de Vogüé est construit en 1877. Maintenant la voie verte Via Ardèche est aménagée sur ce viaduc et sur l'ancienne ligne ferroviaire, jusqu'à Grospierres (extension à Gagnières en cours).

## Urbanisme

### Typologie
Au 1er janvier 2024, Vogüé est catégorisée commune rurale à habitat dispersé, selon la nouvelle grille communale de densité à 7 niveaux définie par l'Insee en 2022.
Elle est située hors unité urbaine. Par ailleurs la commune fait partie de l'aire d'attraction d'Aubenas, dont elle est une commune de la couronne,. Cette aire, qui regroupe 68 communes, est catégorisée dans les aires de 50 000 à moins de 200 000 habitants,.

### Occupation des sols
L'occupation des sols de la commune, telle qu'elle ressort de la base de données européenne d’occupation biophysique des sols Corine Land Cover (CLC), est marquée par l'importance des forêts et milieux semi-naturels (62,3 % en 2018), en diminution par rapport à 1990 (63,1 %). La répartition détaillée en 2018 est la suivante : 
milieux à végétation arbustive et/ou herbacée (40,9 %), forêts (21,4 %), cultures permanentes (19,5 %), zones agricoles hétérogènes (10,6 %), zones urbanisées (7,6 %).
L'IGN met par ailleurs à disposition un outil en ligne permettant de comparer l’évolution dans le temps de l’occupation des sols de la commune (ou de territoires à des échelles différentes). Plusieurs époques sont accessibles sous forme de cartes ou photos aériennes : la carte de Cassini (XVIIIe siècle), la carte d'état-major (1820-1866) et la période actuelle (1950 à aujourd'hui).

## Toponymie
Les formes les plus anciennes de ce nom sont Vaulgueil (1252) et peut-être Vogorium (1275), d'origine inconnue.

## Histoire
Village médiéval, bâti sur la base d'un amphithéâtre au sein de la falaise. Celui-ci est surplombé par un château du XIIe siècle des seigneurs du village.
En septembre 1890, une crue de l'Ardèche a dévasté le village.

### Héraldique
| Blason de Vogüé | Les armes de Vogüé (et de la famille de Vogüé) se blasonnent ainsi : D'azur au coq d'or, crêté et barbé de gueules. |

## Politique et administration
| Période      | Période                   | Identité                | Étiquette     | Qualité                                        |
| ------------ | ------------------------- | ----------------------- | ------------- | ---------------------------------------------- |
| 1792         | 1797                      | Jean Joffre             |               |                                                |
| 1797         | 1800                      | Benoît Moynier          |               |                                                |
| 1800         | 1801                      | Louis Debanne           |               |                                                |
| 1801         | 1823                      | Louis-Henri Dumas       |               |                                                |
| 1823         | 1830                      | Louis-Cerisse Gimond    |               |                                                |
| 1830         | 1831                      | Jean-Baptiste Cartoux   |               |                                                |
| 1831         | 1832                      | Jean-Baptiste Chabassol |               |                                                |
| 1832         | 1847                      | Jean Gastaud            |               |                                                |
| 1847         | 1848                      | Jean-Casimir Cartoux    |               |                                                |
| 1848         | 1865                      | Henri Tourette          |               |                                                |
| 1865         | 1871                      | Hippolyte Carthoux      |               |                                                |
| 1871         | 1871                      | Firmin Debanne          |               | Président de la commission municipale          |
| 1871         | 1876                      | Louis-Cerisse Gimond    | Réactionnaire | Cultivateur                                    |
| 1876         | 1881                      | Hippolyte Cartoux       |               | Médecin                                        |
| 1881         | mai 1884                  | Auguste Beque           | Réactionnaire |                                                |
| mai 1884     | mai 1888                  | Basile Cornet           | Réactionnaire | Cafetier Grand père de Pierre Cornet           |
| mai 1888     | 15 juin 1905 (décès)      | Paul Gimond             | Réactionnaire | Cultivateur                                    |
| 8 août 1905  | mai 1908                  | Alphonse Cartoux        | Réactionnaire | Cultivateur                                    |
| mai 1908     | 1911 (décès)              | Louis Amblard           | Républicain   |                                                |
| 1911         | mai 1912                  | Paul Helly              | Républicain   |                                                |
| mai 1912     | 1914                      | Benjamin Chapus         | Républicain   |                                                |
| 1914         | décembre 1919             | Hippolyte Razet         | Républicain   |                                                |
| 1919         | mai 1925                  | Paul Helly              | SFIO          |                                                |
| mai 1925     | 19 mai 1935               | Paul Barthe             | SFIO          |                                                |
| 19 mai 1935  | août 1944                 | Émile Chazalon          | FR            | Directeur de société                           |
| août 1944    | 18 mai 1945               | Marcel Labrot           | SFIO          | Agriculteur                                    |
| 18 mai 1945  | 1948                      | Edmond Ladreyt          | MRP           | Cheminot                                       |
| 1948         | 28 mars 1965              | Émile Chazalon          | MRP           | Directeur de société                           |
| 28 mars 1965 | 24 mars 1983              | Paul Chastagnier        | DVD           | Agriculteur                                    |
| 24 mars 1983 | 25 juin 1995              | Geneviève Gastaud       | UDF           | Exploitante agricole                           |
| 25 juin 1995 | 27 mai 2020               | Geneviève Laurent       | DVD           | Suppléante de Jean-Claude Flory de 2007 à 2012 |
| 27 mai 2020  | En cours (au 27 mai 2020) | Antoine Alberti         |               | Retraité                                       |

### Budget et fiscalité 2016
En 2016, le budget de la commune était constitué ainsi :
- total des produits de fonctionnement : 650 000 €, soit 664 € par habitant ;
- total des charges de fonctionnement : 493 000 €, soit 504 € par habitant ;
- total des ressources d’investissement : 466 000 €, soit 476 € par habitant ;
- total des emplois d’investissement : 618 000 €, soit 632 € par habitant.
- endettement : 1 066 000 €, soit 1 090 € par habitant.

Avec les taux de fiscalité suivants :
- taxe d’habitation : 13,10 % ;
- taxe foncière sur les propriétés bâties : 16,55 % ;
- taxe foncière sur les propriétés non bâties : 72,40 % ;
- taxe additionnelle à la taxe foncière sur les propriétés non bâties : 0,00 % ;
- cotisation foncière des entreprises : 0,00 %.

Chiffres clés Revenus et pauvreté des ménages en 2014 : Médiane en 2014 du revenu disponible, par unité de consommation : 17 862 €.

## Population et société

### Démographie
L'évolution du nombre d'habitants est connue à travers les recensements de la population effectués dans la commune depuis 1793. Pour les communes de moins de 10 000 habitants, une enquête de recensement portant sur toute la population est réalisée tous les cinq ans, les populations de référence des années intermédiaires étant quant à elles estimées par interpolation ou extrapolation. Pour la commune, le premier recensement exhaustif entrant dans le cadre du nouveau dispositif a été réalisé en 2006.

En 2022, la commune comptait 1 035 habitants, en évolution de −3,99 % par rapport à 2016 (Ardèche : +2,48 %, France hors Mayotte : +2,11 %).
| 1793 | 1800 | 1806 | 1821 | 1831 | 1836 | 1841 | 1846 | 1851 |
| ---- | ---- | ---- | ---- | ---- | ---- | ---- | ---- | ---- |
| 575  | 581  | 589  | 541  | 718  | 789  | 831  | 869  | 888  |

| 1856 | 1861 | 1866 | 1872 | 1876  | 1881 | 1886 | 1891 | 1896 |
| ---- | ---- | ---- | ---- | ----- | ---- | ---- | ---- | ---- |
| 801  | 787  | 823  | 845  | 1 018 | 830  | 792  | 806  | 876  |

| 1901 | 1906 | 1911 | 1921 | 1926 | 1931 | 1936 | 1946 | 1954 |
| ---- | ---- | ---- | ---- | ---- | ---- | ---- | ---- | ---- |
| 833  | 860  | 852  | 748  | 775  | 768  | 720  | 676  | 590  |

| 1962 | 1968 | 1975 | 1982 | 1990 | 1999 | 2006 | 2011 | 2016  |
| ---- | ---- | ---- | ---- | ---- | ---- | ---- | ---- | ----- |
| 603  | 576  | 546  | 570  | 631  | 726  | 864  | 940  | 1 078 |

| 2021  | 2022  | - | - | - | - | - | - | - |
| ----- | ----- | - | - | - | - | - | - | - |
| 1 058 | 1 035 | - | - | - | - | - | - | - |

### Enseignement
Vogüé dépend de l'académie de Grenoble ; l'école de la commune fait partie du regroupement pédagogique « Volamau » des communes alentour : Vogüé, Lanas et Saint-Maurice-d'Ardèche.

### Santé
Professionnels de santé sur la commune : médecin, dentiste, infirmiers, kinésithérapeute, pharmacie...

### Cultes
La communauté catholique et l'église de Vogüé (propriété de la commune) sont rattachées à la paroisse Sainte Marie de Berg et Coiron, qui fait elle-même partie du diocèse de Viviers.

## Lieux et monuments
- Église Sainte-Marie de Vogüé.

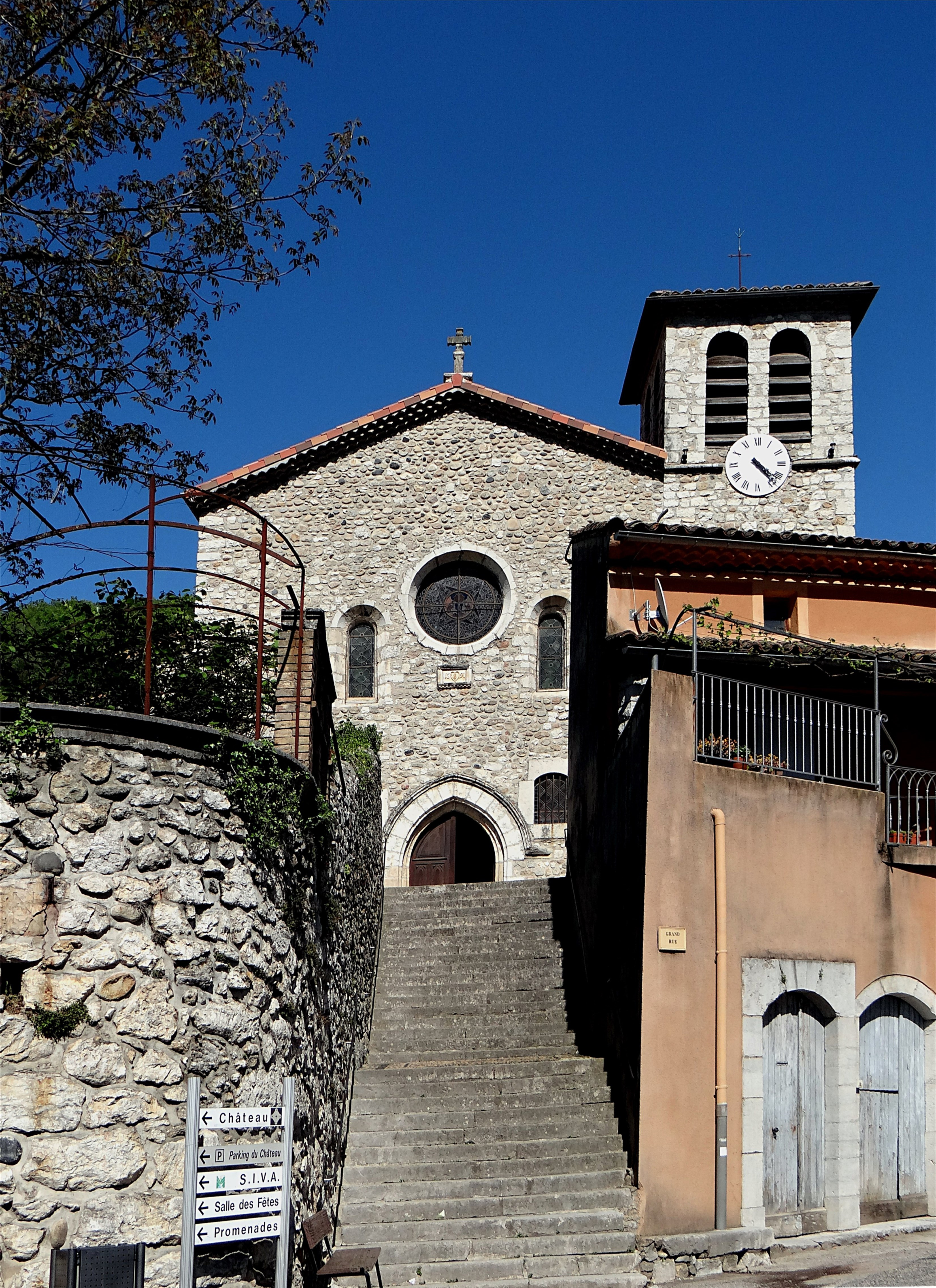
Église Sainte-Marie.
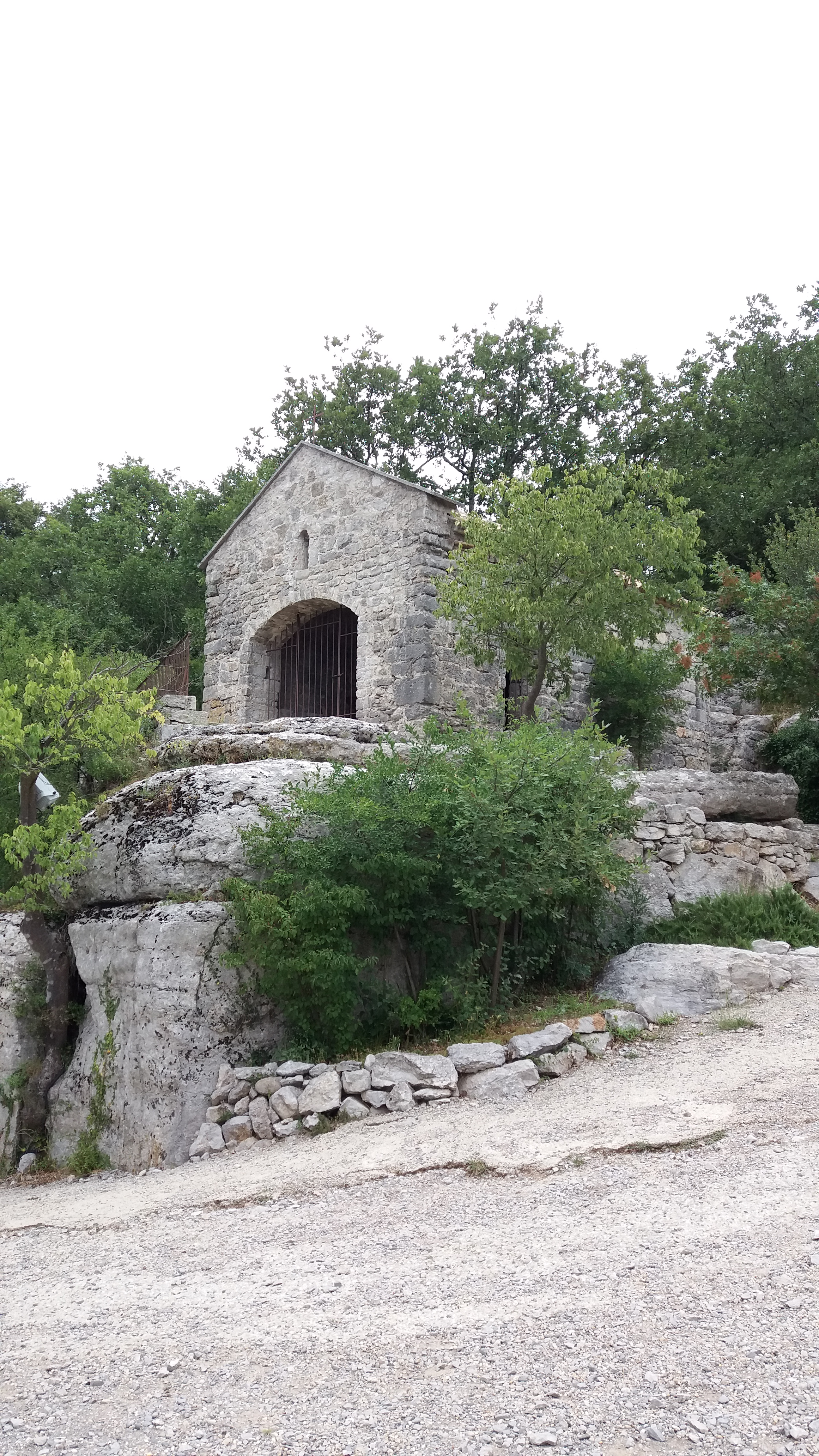
Chapelle Saint-Cérice.
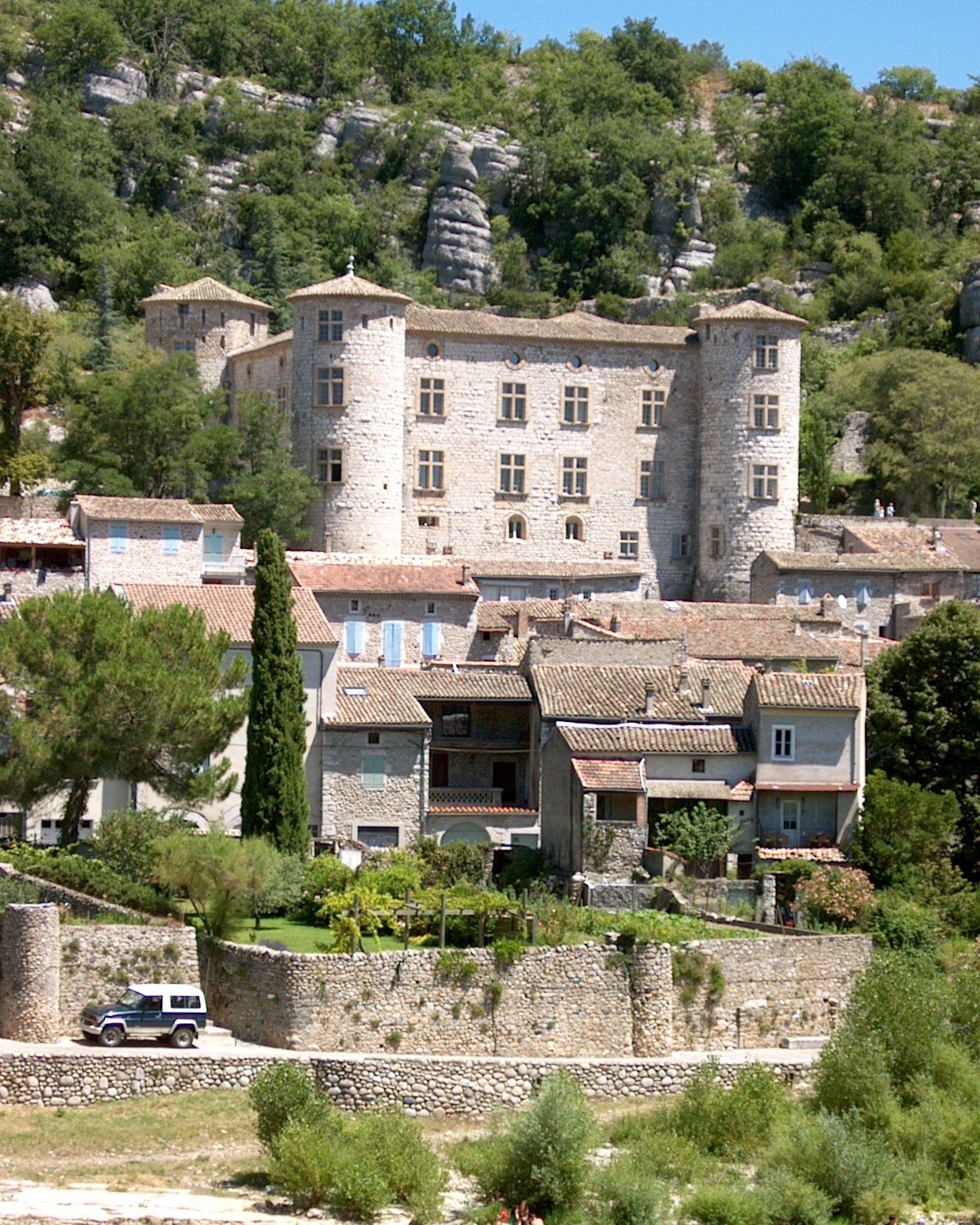
Château de Vogüé.
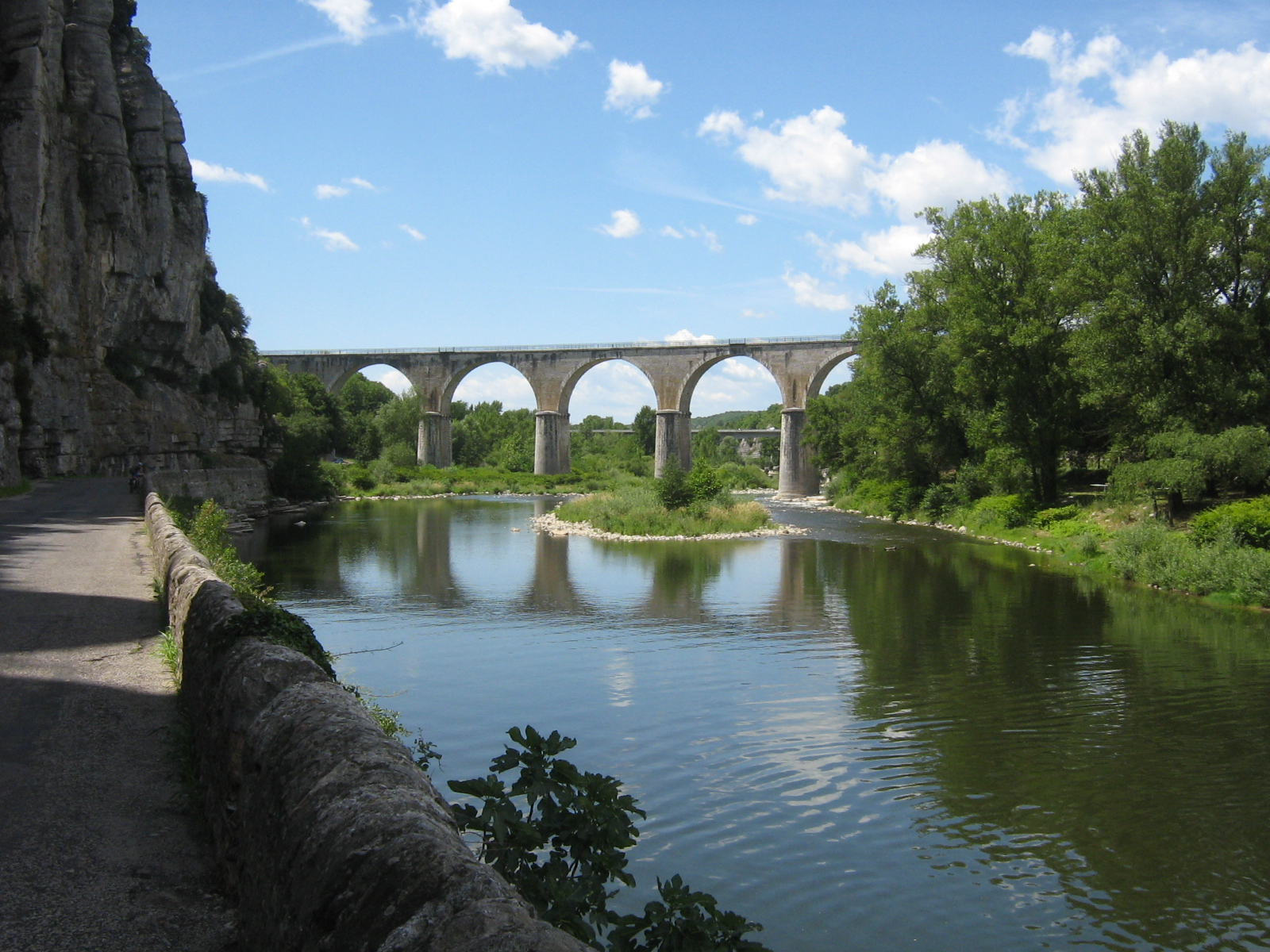
Viaduc ferroviaire, avec la voie verte en dessus.
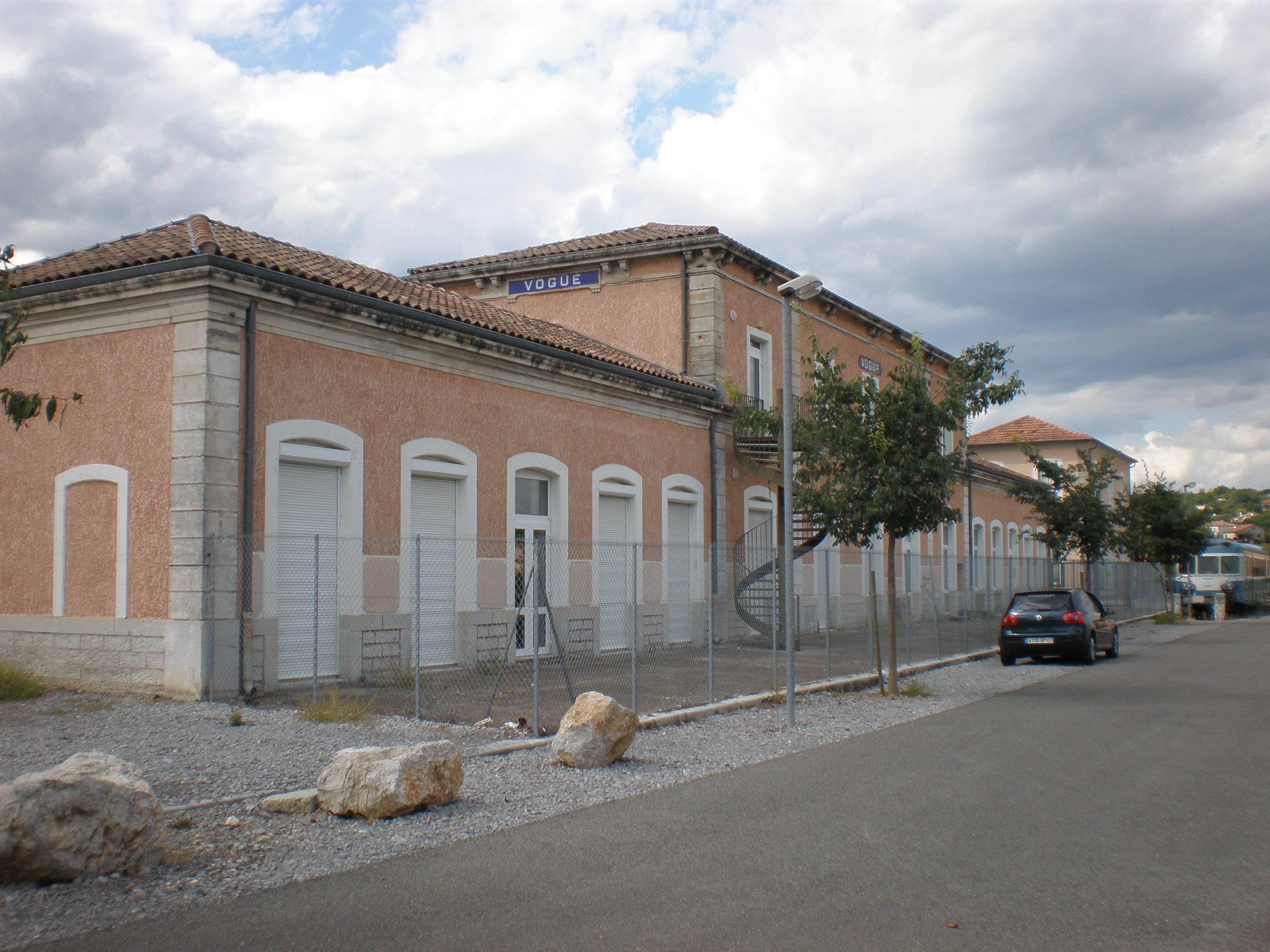
Ancienne gare, aujourd'hui école intercommunale.

Patrimoine religieux :
- L'église Sainte-Marie[39] succède à un prieuré bénédictin datant vraisemblablement du XIe siècle. La paroisse relevait des bénédictins jusqu'à la Révolution. Le prieuré et l'église furent fortement éprouvés pendant les guerres de Religion. Une pierre en façade porte la date de 1691, année où l'église fut entièrement reconstruite par les villageois avec l'aide de leur seigneur qui a apposé son blason sur la face sud du clocher. Le bâtiment consiste en une nef fermée par un chœur de même largeur où se trouve le caveau des seigneurs de Vogüé.
- La chapelle Saint-Cérice, dite la Gleyzette[40], située au-dessus du château sur la falaise.
- Monuments commémoratifs[41].

Patrimoine civil :
- Le château de Vogüé domine le village situé au bord de l'Ardèche. Ce château est placé au sein d'une grande falaise de calcaire qui domine l'Ardèche et sur laquelle on peut retrouver une chapelle. C'est un château fort médiéval réaménagé au XVIIe siècle (il fut racheté par un particulier afin de le rénover suite aux ravages qu'il a subi pendant la Révolution). Il présente des salles historiques, une chapelle romane, des sous-sols avec un cachot, et un jardin suspendu. C'est un monument historique privé et tout en étant un lieu chargé d'histoire, il accueille également dans ses murs des expositions temporaires d'arts plastiques.
- La tour de la maison Roussel, intendant du château au XVIIe siècle.
- La tour de l'Esparra[42], dont il ne reste qu'un mur.
- La Tourasse, au centre du village est l'une des premières demeures des Vogüé.
- La place de la Gadabielle[43].
- Cadran solaire esplanade, terrasse du presbytère[44].
- La rue des Puces[45], une des rues les plus étroites de France.
- La rue des Balcons[46].
- Les carrières Giraud, sur le sommet de la colline surplombant le château[47],[48].

## Économie
La commune de Vogüé tire l'essentiel de son activité du tourisme et de l'agriculture de type viticole.

### Entreprises et commerces

#### Agriculture
- Société coopérative vinicole et agricole intercommunale de Vogüé et des communes limitrophes[49].

#### Tourisme
Le village de Vogüé est labellisée "village de caractère", adhérant à l'association Les Plus Beaux Villages de France et une station verte.
La présence du Domaine Lou Capitelle a permis l'essor économique espéré. En été, le domaine Lou Capitelle accueille jusqu'à 450 personnes par jour, des retombées locales fortes pour le village que ce soit en termes d'image ou de dynamisme.

#### Commerces et services
- Location de bateaux.
- Commerces de proximité à Aubenas.

## Événements
Le château est ouvert au public et son animation a été confié à l’association Vivante Ardèche qui le fait vivre grâce à des manifestations et des expositions.
On peut retrouver bon nombre d'activités à Vogüé tout au long de l'année. Des compétitions telles que le Viva'raid ou encore l'Ardéchoise font souvent escale dans ce village.

## Environnement
- Les hauteurs de Vogüé appartiennent à la ZNIEFF de type II, no 0717 : « Plateaux calcaires des Gras et de Jastre »[55], le cours de l'Ardèche fait partie de la ZNIEFF de type II, , no 0716 : Ensemble fonctionnel formé par l'Ardèche et ses affluents (Ligne, Baume, Drobie, Chassezac…).

La commune de Vogué compte trois zones classées ZNIEFF de type I, :
- « Vallée de l'Ardèche de Vogüé à Balazuc», no 7160003, d'une superficie de 100 hectares
- « Partie du plateau des Gras de Vogüé », no 7160006, d'une superficie de 600 hectares
- « La partie sud de la ripisylve et lit majeur de l'Ardèche », no 07160001
- « La partie nord-est des gorges de la Ligne et Gras de Chauzon », no 07170002

## Personnalités liées à la commune
- Famille de Vogüé
- Abbé Jean Charay
- Émile Chazalon, né le 30 septembre 1895, décédé le 9 août 1969. Combattant de la guerre 1914-1918, après sa démobilisation en 1919, il prend part à la vie sociale de son village. Élu conseiller municipal en 1929 et maire en 1935, il dirige la commune pendant 27 ans. Sa dernière réalisation sera la Maison Familiale de Vacances devenue aujourd'hui le Domaine Lou Capitelle, administrée par l'association CLEFAM dont il est le premier président en 1962.

## Vues panoramiques

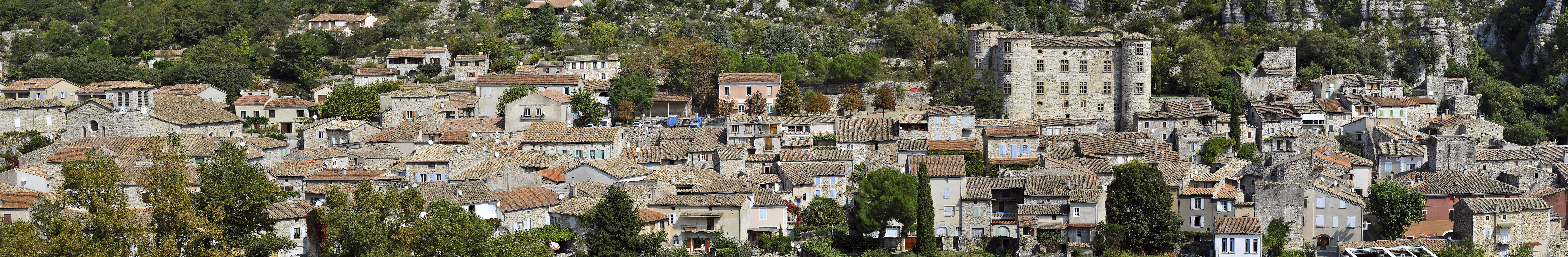
Vue panoramique.
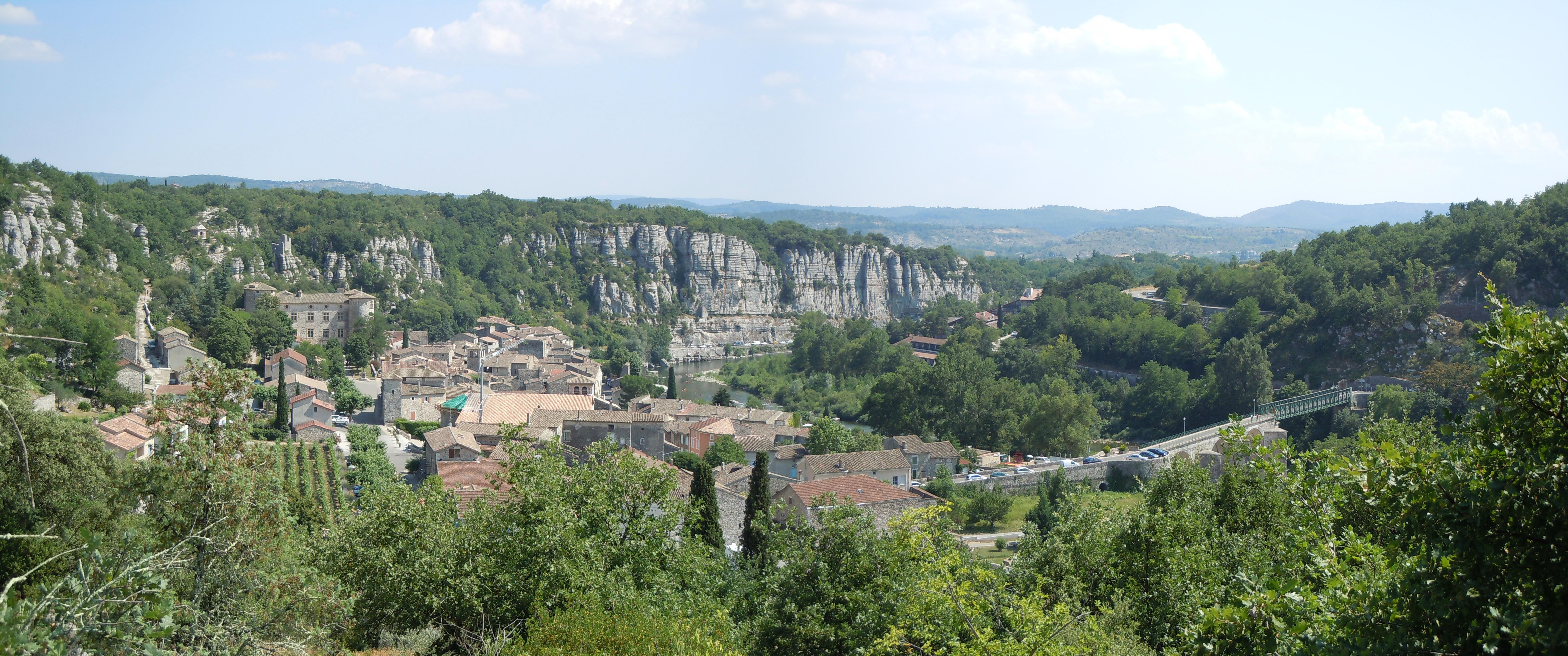
Vue générale de Vogüé, depuis l'ouest.
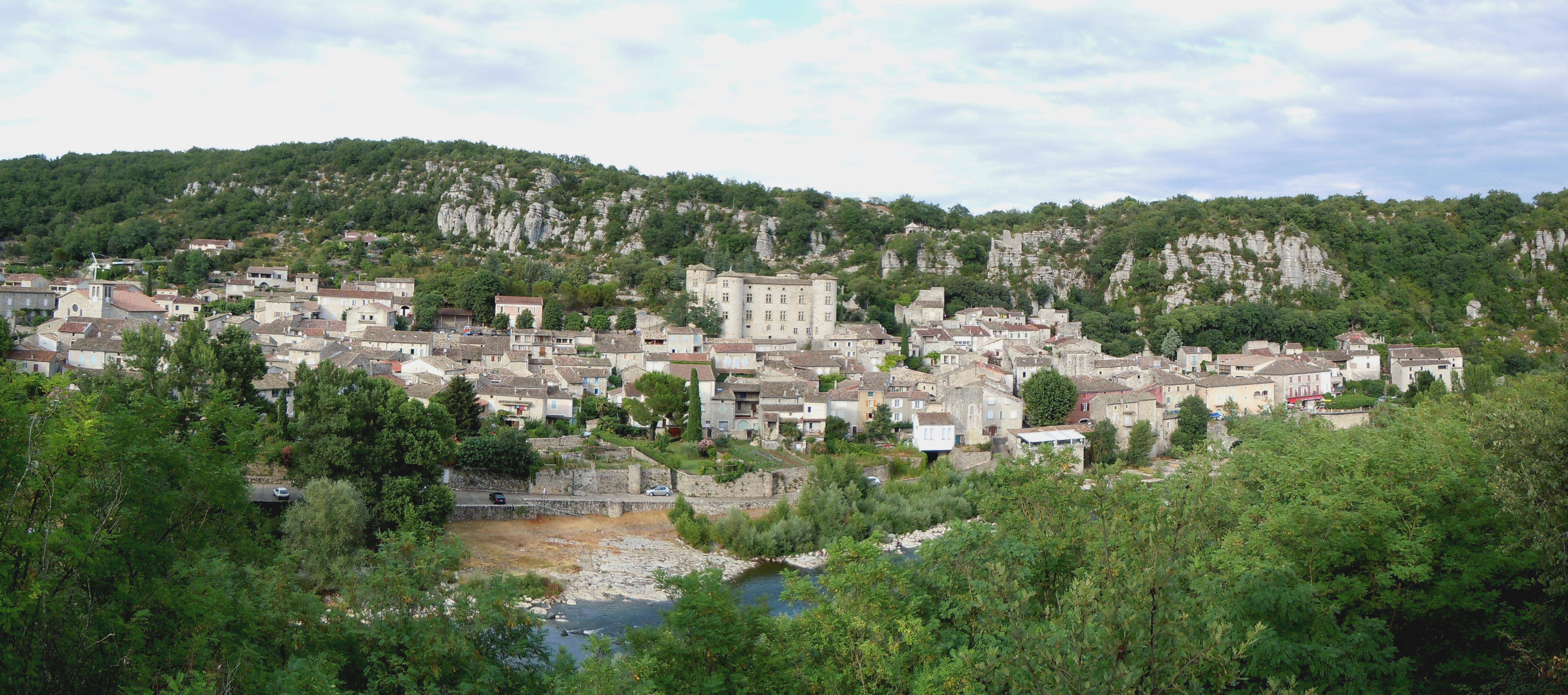
Vue générale de Vogüé, face à l'Ardèche.

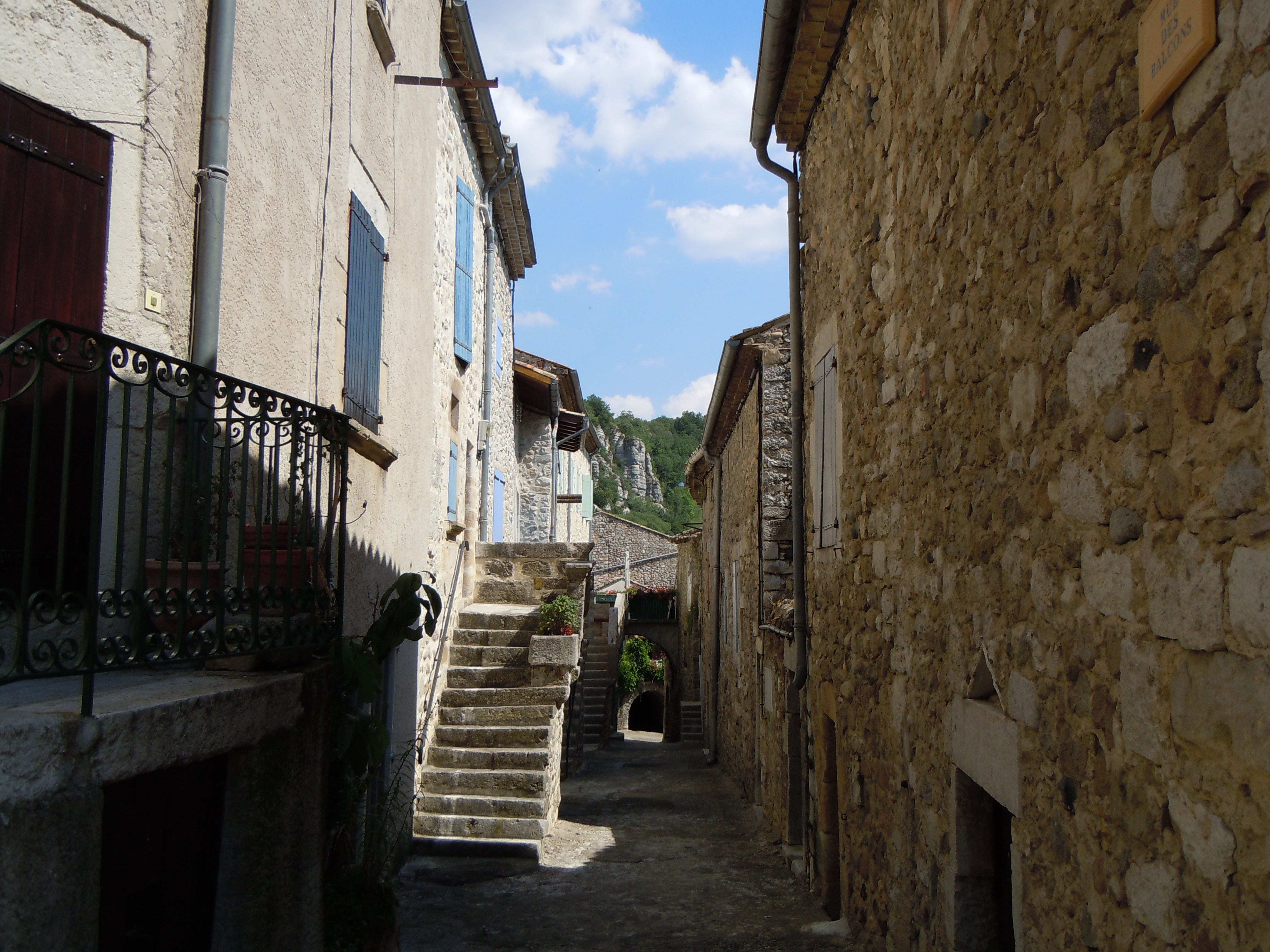
Rue des Balcons - habitée par les artisans tailleurs de pierre au XIXe s.
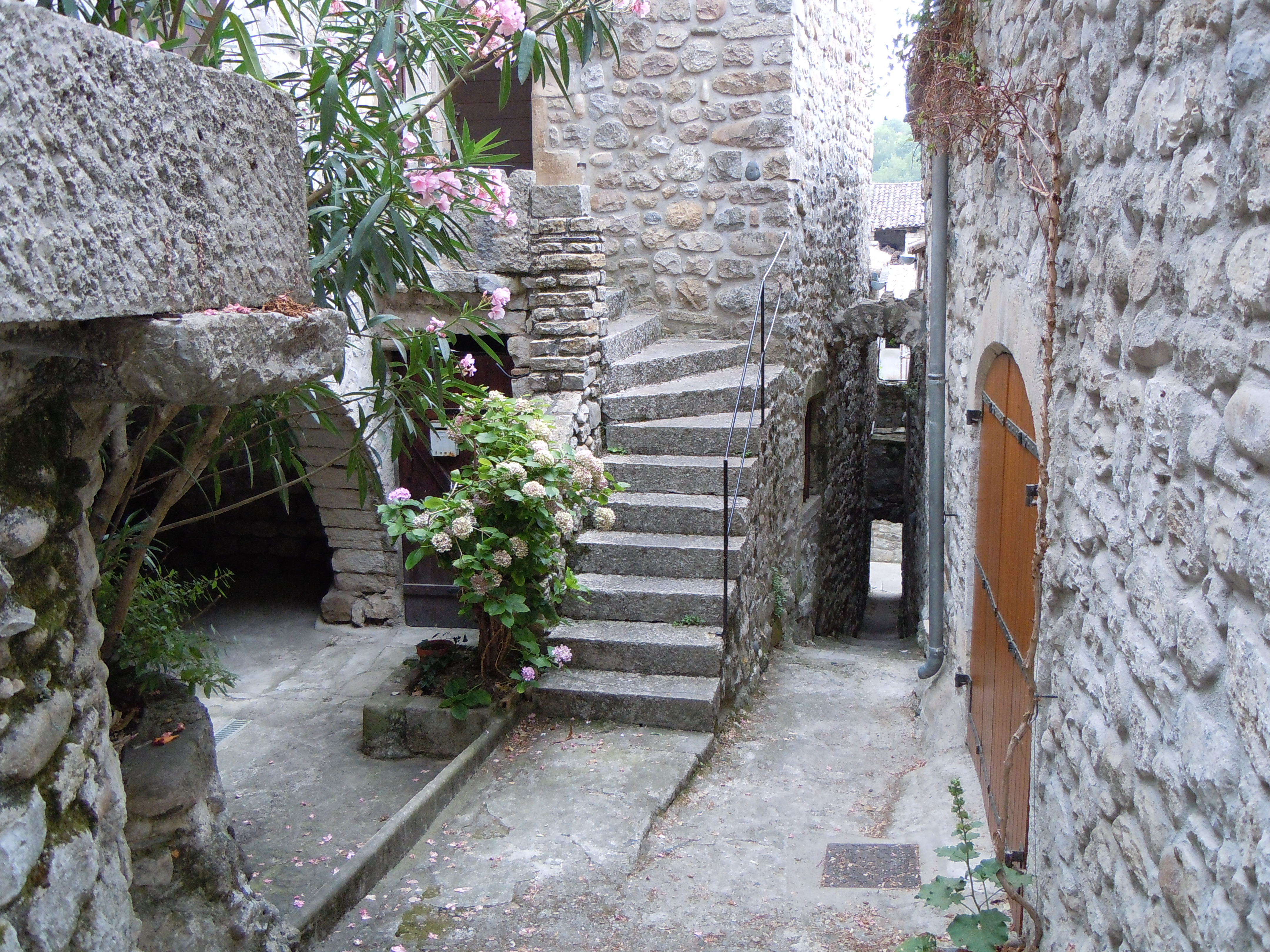
Rue des Puces.
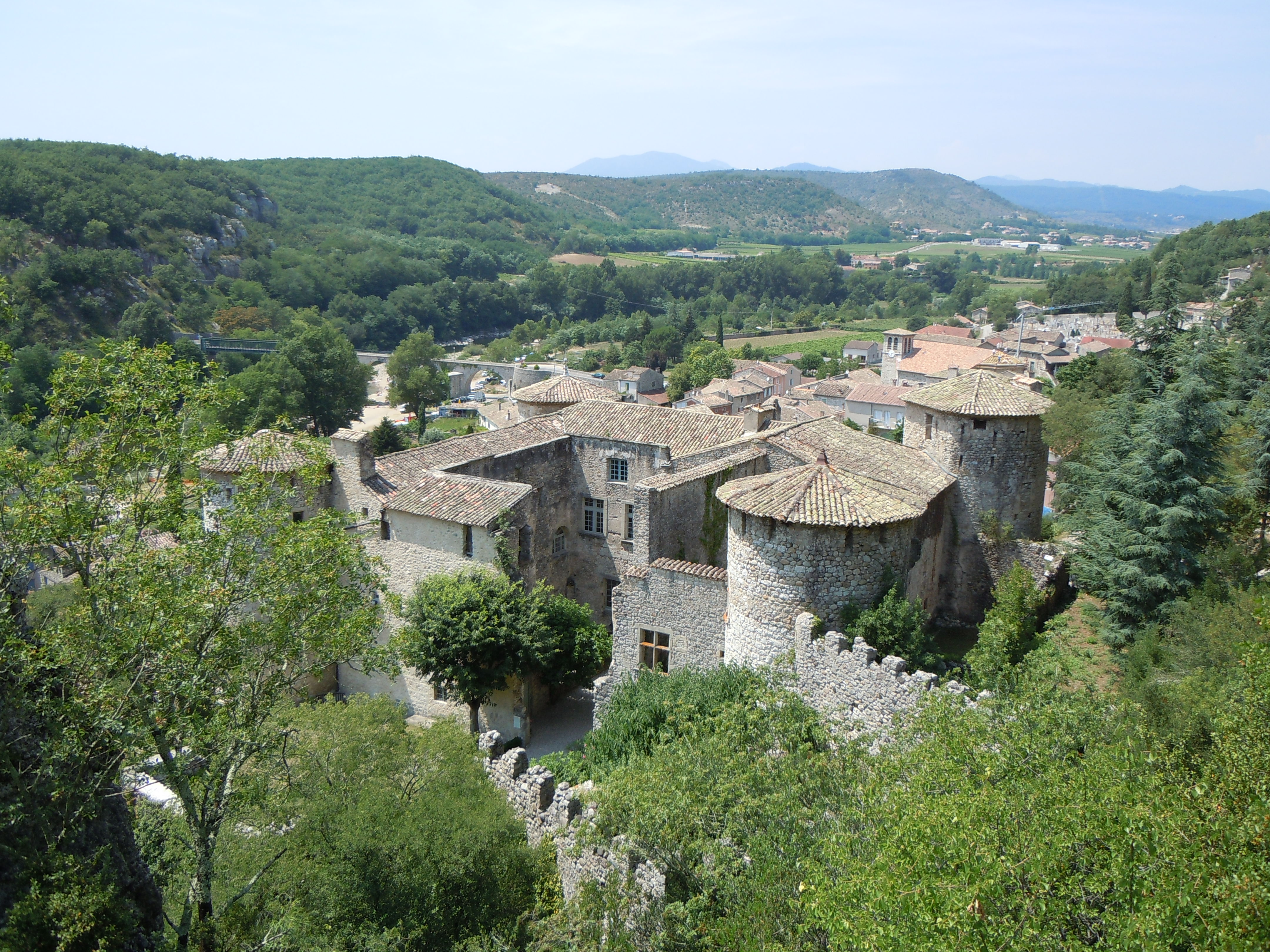
Château de Vogüé.
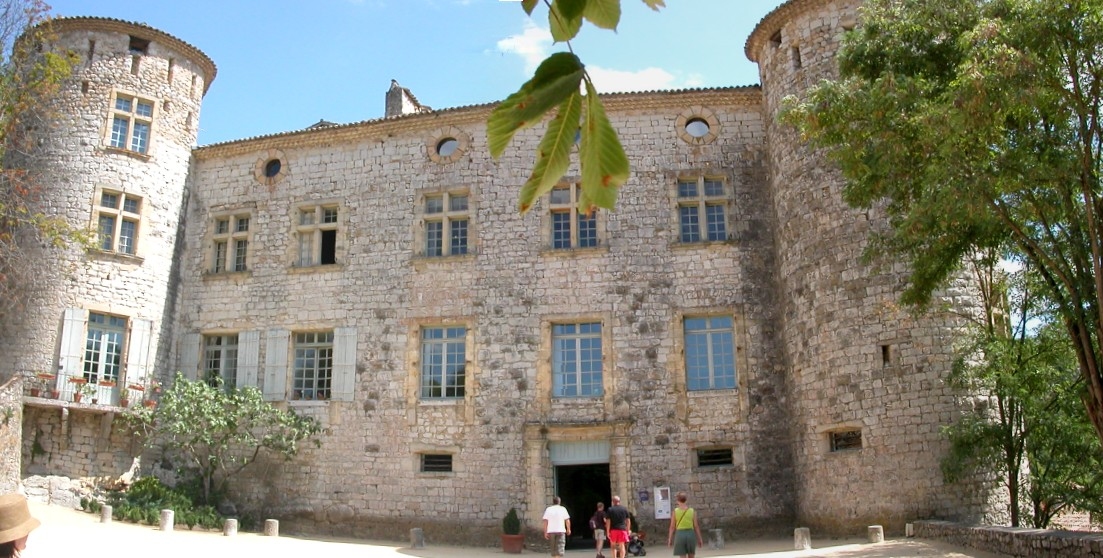
Château de Vogüé.
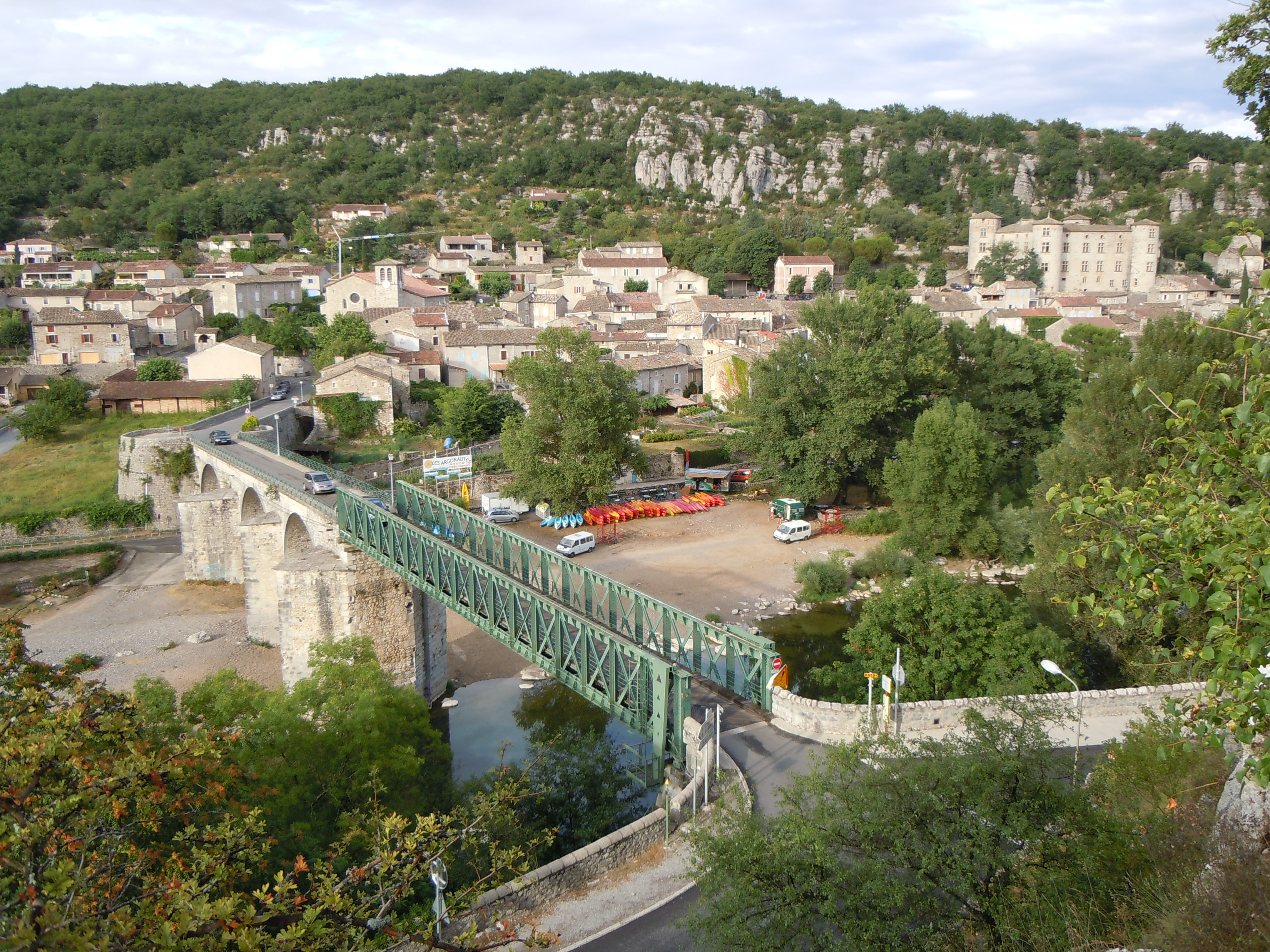
Pont routier sur l'Ardèche.
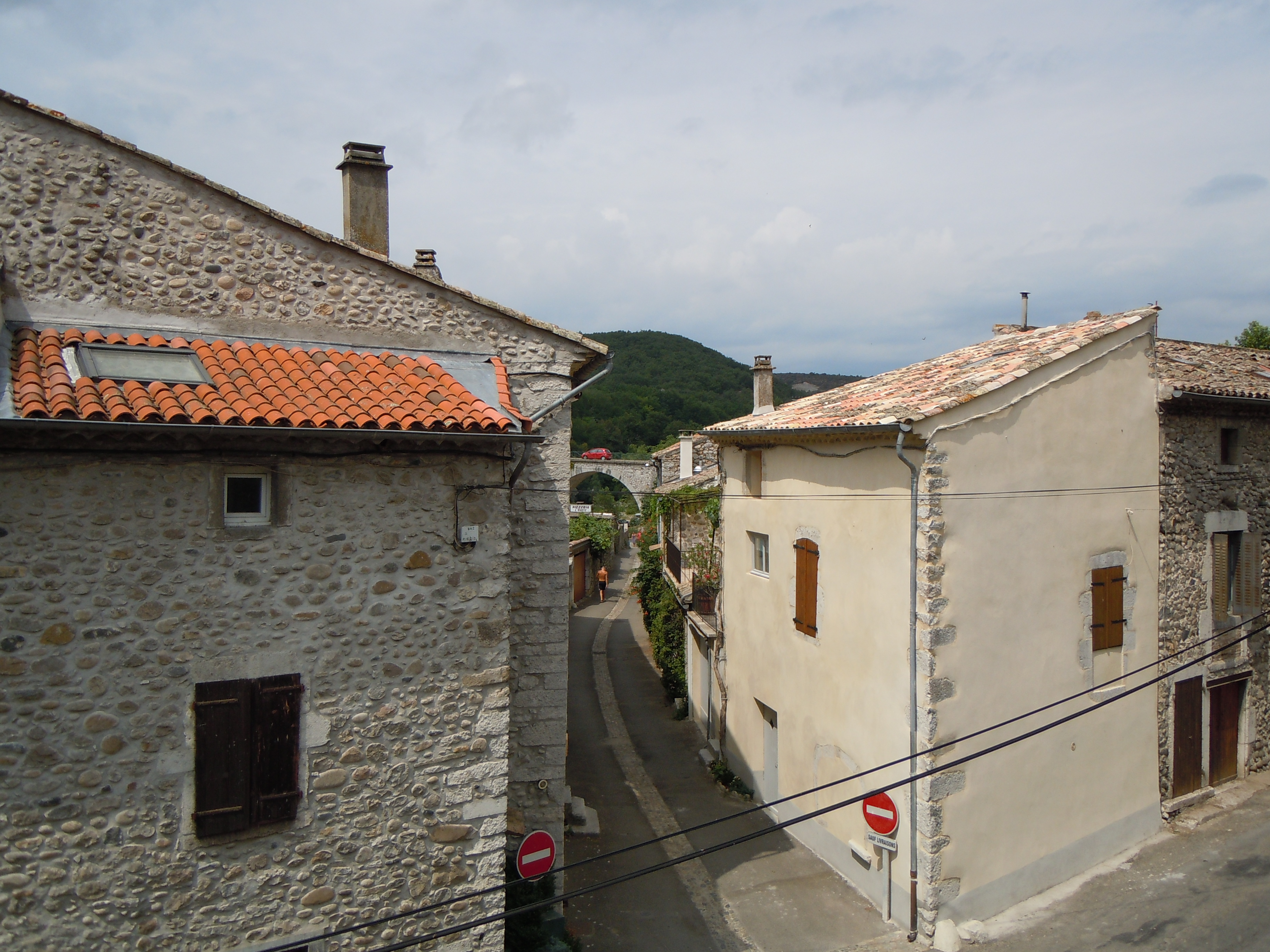
Pont routier sur l'Ardèche depuis la Grand'Rue.
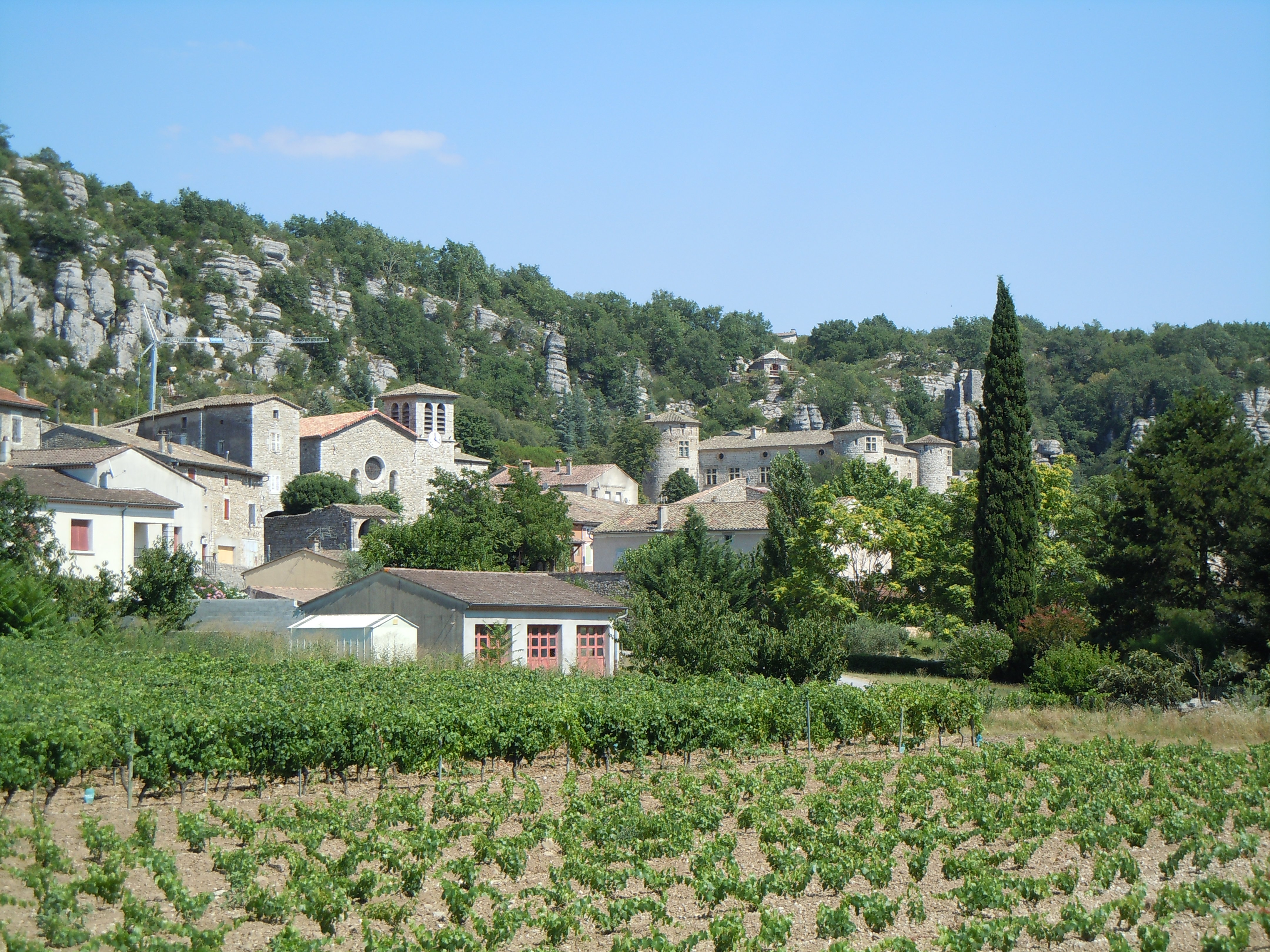
Église et château.
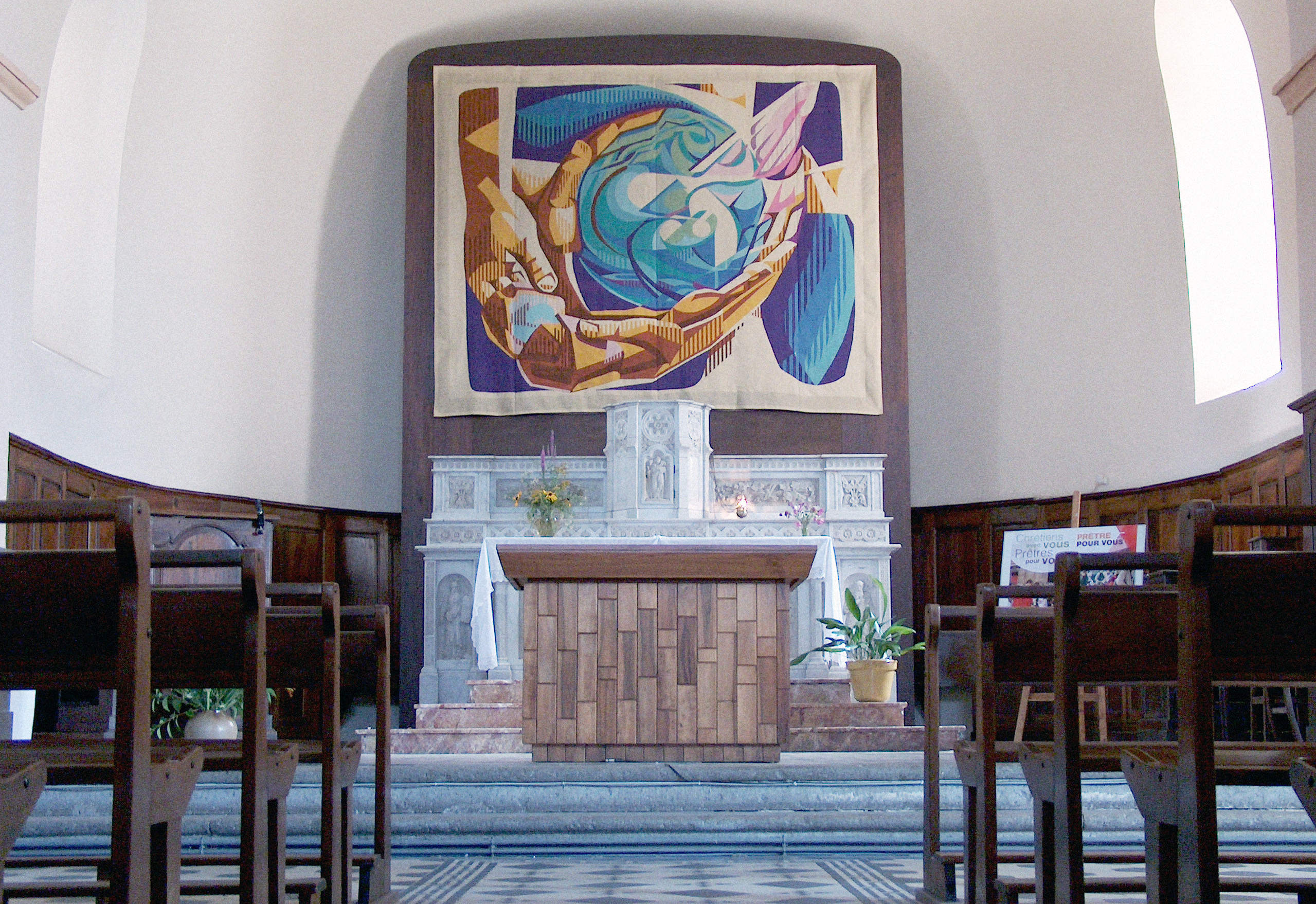
Église Sainte-Marie.